# هيرمان جولدشتاين

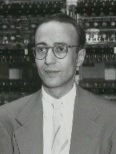
هيرمان جولدشتاين في معهد برنستون للدراسات المتقدمة.

هيرمان جولدشتاين (بالإنجليزية: Herman Goldstine)‏؛ (ولد: 13 سبتمبر 1913 – توفي: 16 يونيو 2004) عالم حاسوب ورياضياتي أمريكي. كان أحد المطورين الأصليين لحاسوب إينياك.